# Paraptilotus discontinuus
Paraptilotus discontinuus är en tvåvingeart som först beskrevs av Richards 1954.  Paraptilotus discontinuus ingår i släktet Paraptilotus och familjen hoppflugor.
Artens utbredningsområde är Etiopien. Inga underarter finns listade i Catalogue of Life.